# 王洽南
王洽南，燕京大學畢業，於對日抗戰前曾留德國學習工兵，1930年代於德國軍事顧問團工作，1952年、1954年擔任中華民國海軍陸戰隊學校首任及第三任校長。
1955年台湾海军陆战队中将司令第二与第四任退伍，精通英文德文，名箸译作二战德军元帅小传，附三十余幅德军二战统帅全开光面黑白照片22人，及小传每人五六千字，台湾出版，及译作名箸普鲁士名将克劳塞维茨写之战争论等作品
。1963年7月擔任陸軍指揮參謀大學「明德專案連絡人室」連絡官，另著有《中英對照兩棲作戰原則》。